# Герб Хуста
Герб Ху́ста — офіційний геральдичний символ міста Хуста Закарпатської області.

## Історія герба і опис

### Герб Австрійського періоду
Герб Хуста уживаний з XVII ст. являв собою дві покладені навхрест стріли. На реконструкції герба з кінця ХІХ ст. у синьому полі подані золоті стріли, півмісяць і дві шестипроменеві зірки.

### Герб Радянського періоду
Затверджений 13 жовтня 1987 року рішенням сесії міської ради. Являв собою щит, на червоному полі зелена гора, на якій розташовані золотий замок і золота звивиста дорога, що йде до нього і виходить з лазурового кола. У коло вписана срібна квітка з червоною серединою. Лазурова глава обтяжена срібним написом з назвою міста. У лазуровій хвилястій базі — срібні хвилі.
Силует Замкової гори з руїнами замку — знак Карпатських гір. Квітка дикоростучого вузьколистого нарциса символізує унікальну реліктову долину нарцисів, що знаходиться біля міста. Край символізує гірські річки Тиса і Ріки, що протікають біля міста. Контури елементів і щита виділені золотими лініями.

### Сучасний герб
У сучасному гербі міста поєднано герби австрійського і радянського періодів. Сучасний герб являє собою щит на синьому полі якого дві срібні стріли перехрещені, срібний півмісяць і дві золоті шестипроменеві зірки, під якими розміщено золотий замок, у нижній частині якого посередині зображено коло з вписаною в нього срібною квіткою з червоною серединою, яка символізує долину нарцисів, що знаходиться біля міста. Вгорі на синій планці срібний напис з назвою міста — «ХУСТ». У синій хвилястій основі — срібні хвилі які символізують річки Тиса і Ріки.

## Герб міста Хуст
1987 року на сесії Хустської міської ради народних депутатів було затверджено герб м. Хуст. Основними складовими частинами герба міста є силует Замкової гори з руїнами замку, яка одночасно символізує навколишні карпатські гори: квітка дикоростучого вузьколистого нарцису – свідчення унікальної реліктової Долини нарцисів, яка знаходиться неподалік Хуста; хвилі гірських річок Тиси і Ріки, що омивають місто, теж символічно внесені в герб.
Автор кращого із конкурсних проектів герба м. Хуст – художник Я.М. Пашко. До такого висновку прийшло журі, утворене міськвиконкомом для визначення переможців конкурсу.